# Robotska kinematika
Robotska kinematika obsega matematično obravnavo gibanja kinematičnih verig z več prostostnimi stopnjami, ki tvorijo robotske mehanizme.
Pri tem so posamezni segmenti robota modelirani kot toga telesa, ki so povezani v kinematične pare s sklepi z bodisi translacijskimi ali rotacijskimi prostostnimi stopnjami.
Robotska kinematika preučuje razmerje med dimenzijami in povezljivostjo kinematičnih verig ter položajem, hitrostjo in pospeškom vsakega od segmentov, da bi lahko načrtovali in nadzorovali gibanje ter izračunali sile in navore aktuatorja. Razmerje med maso in vztrajnostnimi lastnostmi segmentov in gibanjem ter s tem povezanimi silami in navori se preučuje kot del robotske dinamike.

## Kinematični model
Temeljno orodje v robotski kinematiki je kinematični model robota. Robotski mehanizem sistematično opredelimo s pomočjo spremenljivih koordinat (dolžine premikov in kote rotacij v sklepih) ter nespreminjajočih se parametrov, odvisnih od geometrije mehanizma, kot so velikosti in začetne lege segmentov. Tem koordinatam pravimo tudi sklepne ali notranje koordinate. Posameznim segmentom mehanizma pritrdimo lokalne koordinatne sisteme, v katerih izražamo lege posameznih segmentov in drugih objektov, ki so vezani nanj. Tem koordinatam pravimo tudi zunanje ali kartezične koordinate.
Za preslikavo teh parametrov v opis konfiguracije robotskega sistema se uporabljajo kinematične enačbe. Direktna kinematika uporablja kinematične enačbe za izračun položaja vrha robota iz določenih vrednosti parametrov oz. sklepnih koordinat.  Obratni proces, ki izračunava parametre, potrebne za dosego določenega položaja vrha robota, je znan kot inverzna kinematika. 
Obstajata dva široka razreda robotov in povezanih kinematičnih enačb: serijski manipulatorji, ki vključujejo robotske roke in paralelni manipulatorji. Druge vrste mehanizmov, ki zahtevajo ločeno obravnavo s specializiranimi kinematičnimi enačbami so zračni, kopenski in podvodni mobilni roboti, hiperredundantni ali kačji roboti ter humanoidni roboti.

### Direktna kinematika
Direktna kinematika na podlagi notranjih koordinat izračuna zunanje. Pri serijskih manipulatorjih se to doseže z neposredno zamenjavo notranjih koordinat v kinematične enačbe za serijske verige. 
Preračunavanje direktne kinematike za paralelne mehanizme je v splošnem težji izziv, saj pri nekaterih kombinacijah vrednosti notranjih koordinat ne obstaja realne rešitve pri drugih pa je mnogoterost rešitev.

### Inverzna kinematika
Inverzna kinematika na podlagi lege vrha robota in izračuna notranje koordinate. Za serijske manipulatorje to zahteva rešitev sistema kinematičnih enačb in v splošnem daje več možnih konfiguracij. 
Pri paralelnih mehanizmih je izračun inverzne kinematike, nasprotno, v splošnem enostavnejši problem. 

## Področja uporabe
Robotska kinematika se ukvarja tudi z načrtovanjem gibanja, izogibanjem singularnosti, redundanco, izogibanjem trkom, kot tudi pri načrtovanju in analizi robotskih mehanizmov. S pomočjo direktne kinematike se lahko izračuna prostor, ki ga robot lahko doseže z vrhom, znan kot njegov delovni prostor.
Metode iz področja robotske kinematike se uporablja tudi pri biomehanskem modeliranju skeletov in računalniški animaciji artikuliranih likov.